# Триангл
Триангл је ударачки инструмент троугластог облика, у ствари, челична шипка са пречником око 1цм, савијена у равнострани троугао разне величине, али не преко 35цм по дужини једне стране.

## Основне карактеристике инструмента
Један угао је отворен и крајеви шипке су на том месту обично зашиљени и мало савијени на спољну страну, затворен, састављени троугао отежавао би слободно и еластично треперење шипке. 
Триангл се држи обешен узицом у једном углу, а удар се врши штапићем, такође челичним, само мањег пречника - око 3-4мм и обично са дрвеном дршком. Произведени звук је неодређене висине, али свакако високог регистра, изразито светао и металан, па и доста продоран. 
Користе се углавном појединачни удари одвојени паузама, или макар и узастопни, али у једноставнијој и не сувише густој ритмици, изводљив је и сложенији и гушћи ритам, али слабо долази до изражаја, зато што се звуци сливају у неразговетан ток. 
Међутим, сразмерно често се примењује тремоло, у коме је управо и циљ да се низ узастопно брзих удара ( кретањем штапића у једном углу инструмента) слије у непрекидно звучање. 

Треба ипак напоменути да триангл спада међу инструменте чије је добро дејство у обрнутој сразмери са количином примене, тако да се обично избегава његово сувише често и истакнуто јављање, па се само повремено укључује као колористичка допуна оркестарском звуку, или додатак сјаја његовим врхунцима. 
Иоле истакнутија солистичка појава триангла права је реткост, а свакако најпознатији случај те врсте је следећи, у коме се његов сасвим усамљен звук смењује са пицикатом гудачких инструмената, најављујући лепршаву скерцозну епизоду концерта: Ф. Лист: Клавирски концерт Es-dur. 

## Историјат
Удараљке у виду троугласто савијене металне шипке биле су присутне у инструментаријуму неких народа Старог века - Јевреја, Грка, Римљана. У то време је на овакву шипку обично био навучен још низ металних прстенова, који би звецкали при удару о шипку, дајући нешто сложенији метални шум. Ово се донекле одржало све до пред крај 18. века.
То је и време када је триангл, али без прстенова, почео да налази чешћу примену у саставу оркестра, већином као чинилац егзотичних призвука у оперској музици, а посебно подстакнут модом јаничарске музике. Његова превасходно колористичка својства и касније су често коришћена у оперском оркестру, а у великом симфонијском саставу романтичног и новијег доба триангл је такође скоро увек заступљен.